# Coby Fleener
Jacoby "Coby" Fleener (* 20. září 1988 v Lemontu, stát Illinois) je hráč amerického fotbalu nastupující na pozici Tight enda za tým Indianapolis Colts v National Football League. Fleener hrál fotbal nejprve za Joliet Catholic Academy, poté za Stanfordovu univerzitu a v druhém kole Draftu NFL 2012 byl vybrán týmem Indianapolis Colts.

## Univerzitní fotbal
Fleener byl za své výkony v sezóně 2011, kdy zachytil 34 přihrávek pro 667 yardů a 10 touchdownů, zvolen do all-stars týmu webu CBSSports.com.

## Profesionální kariéra
Před Draftem NFL 2012 byl Fleener považován za jednoho z nejlepších tight endů v nabídce. Během "NFL Scout Combine" se kvůli zranění kolene zúčastnil pouze testu v bench-pressu, nicméně i tak byl vybrán jako vůbec první tight end ze všech týmem Indianapolis Colts.

### Indianapolis Colts
25. července 2012 podepsal Fleener čtyřletý kontrakt s Colts za 5,431 milionu dolarů  a stal se jejich startujícím Tight endem. Hned v prvním utkání si připsal 6 zachycených přihrávek pro 82 yardů, tento výkon ovšem ve zbývajících utkáních základní části nedokázal překonat, celkem zaznamenal 26 zachycených přihrávek pro 281 yardů. První touchdown kariéry v NFL zaznamenal v 13. týdnu proti Detroitu Lions.
Před startem sezóny 2013 se Fleener stal náhradníkem za Dwaynea Allena, ale ten byl po prvním týdnu zapsán na seznam zraněných hráčů a Fleener se tak stal startujícím hráčem Tight endem pro zbytek sezóny. První zápas s více než 100 nachytanými yardy zaznamenal v 11. týdnu proti Tennessee Titans a ročník zakončil s 52 zachycenými přihrávkami pro 608 yardů a 4 touchdowny. Pro ročník 2014 se vrátil Dwayne Allen, nicméně Fleener si pozici startujícího hráče udržel, částečně i proto, že Colts přešli na systém se dvěma Tight endy. Své výkony i nadále vylepšoval, takže se na konci sezóny na jeho účtu objevilo 51 zachycených přihrávek pro 774 yardů a 8 touchdownů.

## Statistiky

### Základní část
| Sezóna | Tým                | Zápasů | Zápasů | Zachycené přihrávky | Zachycené přihrávky | Zachycené přihrávky | Zachycené přihrávky | Zachycené přihrávky | Běhová hra | Běhová hra | Běhová hra | Běhová hra | Běhová hra | Fumbly | Fumbly |
| Sezóna | Tým                | OZ     | SH     | Zach                | Yardy               | Prů                 | Nejd                | TD                  | Pok        | Yardy      | Prů        | Nejd       | TD         | Fumb   | Ztrac  |
| ------ | ------------------ | ------ | ------ | ------------------- | ------------------- | ------------------- | ------------------- | ------------------- | ---------- | ---------- | ---------- | ---------- | ---------- | ------ | ------ |
| 2012   | Indianapolis Colts | 12     | 10     | 26                  | 281                 | 10.8                | 26T                 | 2                   | –          | –          | –          | –          | –          | –      | –      |
| 2013   | Indianapolis Colts | 16     | 12     | 52                  | 608                 | 11.7                | 44                  | 4                   | –          | –          | –          | –          | –          | 1      | 0      |
| 2014   | Indianapolis Colts | 16     | 12     | 51                  | 774                 | 15.2                | 73T                 | 8                   | –          | –          | –          | –          | –          | –      | –      |
|        | Celkem             | 44     | 34     | 129                 | 1,663               | 12.9                | 73                  | 14                  | –          | –          | –          | –          | –          | 1      | 0      |

### Play-off
| Sezóna | Tým                | Zápasů | Zápasů | Zachycené přihrávky | Zachycené přihrávky | Zachycené přihrávky | Zachycené přihrávky | Zachycené přihrávky | Běhová hra | Běhová hra | Běhová hra | Běhová hra | Běhová hra | Fumbly | Fumbly |
| Sezóna | Tým                | OZ     | SH     | Zach                | Yardy               | Prů                 | Nejd                | TD                  | Pok        | Yardy      | Prů        | Nejd       | TD         | Fumb   | Ztrac  |
| ------ | ------------------ | ------ | ------ | ------------------- | ------------------- | ------------------- | ------------------- | ------------------- | ---------- | ---------- | ---------- | ---------- | ---------- | ------ | ------ |
| 2012   | Indianapolis Colts | 1      | 1      | 3                   | 25                  | 8.3                 | 12                  | 0                   | –          | –          | –          | –          | –          | –      | –      |
| 2013   | Indianapolis Colts | 2      | 2      | 11                  | 120                 | 10.9                | 29                  | 1                   | –          | –          | –          | –          | –          | –      | –      |
| 2014   | Indianapolis Colts | 3      | 3      | 7                   | 97                  | 13.9                | 32                  | 0                   | –          | –          | –          | –          | –          | –      | –      |
|        | Celkem             | 6      | 6      | 21                  | 242                 | 11.5                | 32                  | 1                   | –          | –          | –          | –          | –          | –      | –      |